# Ahlemer Turm

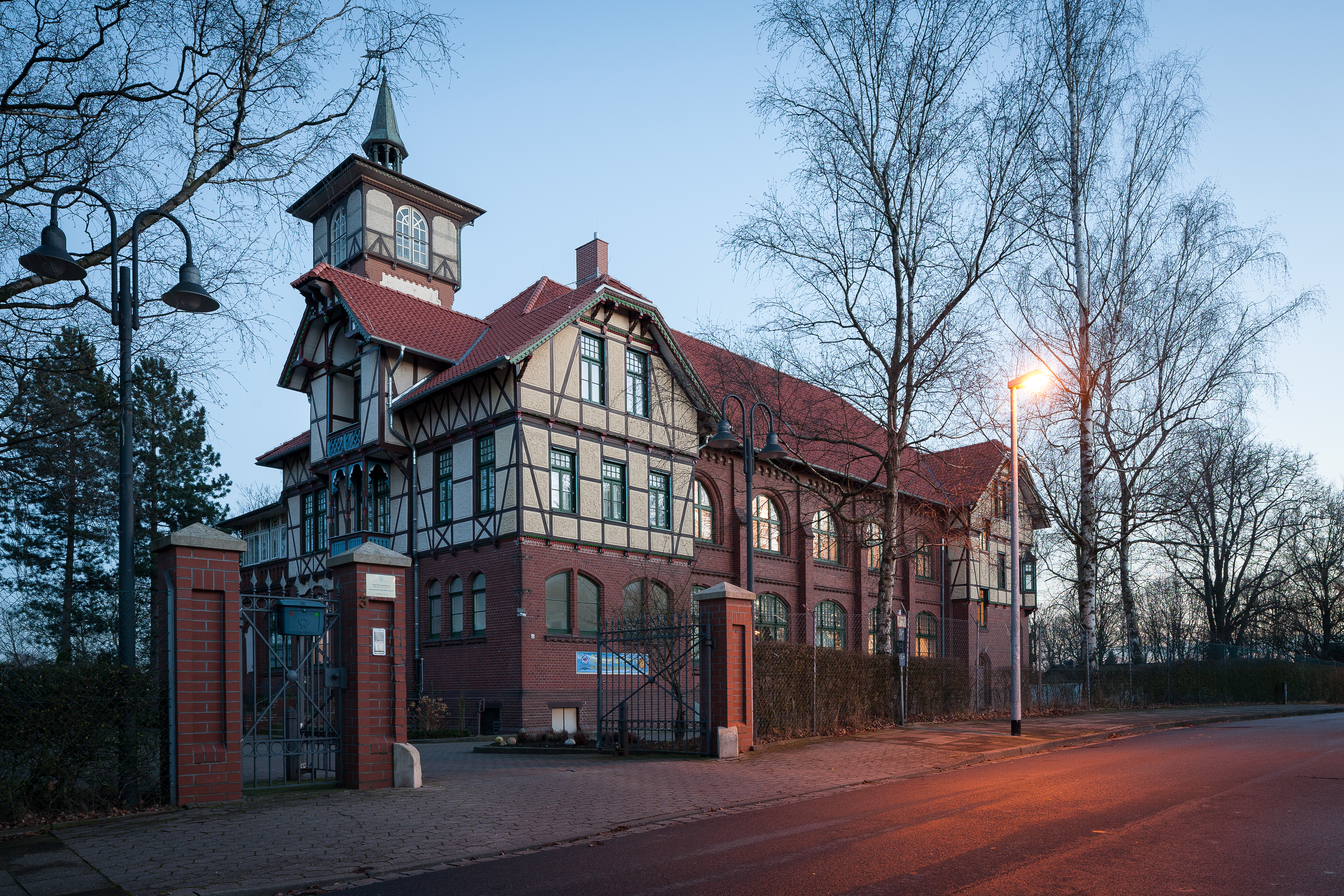
Der Ahlemer Turm

Der Ahlemer Turm in Hannover im Stadtteil Ahlem ist eine ehemalige Ausflugsgaststätte. Sie wurde 1897 im Heimatstil durch den Architekten Alfred Sasse auf einem 74 m hohen Hügel, dem Mönckeberg, errichtet. Das Gebäude steht seit 1985 unter Denkmalschutz. Seit 2007 dient es der thailändischen Gemeinde Wat Dhammavihara als buddhistischer Tempel.

## Geschichte

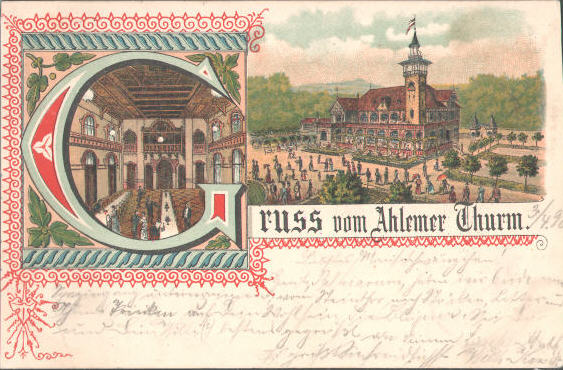
Ansichtskarte von 1898

Das Gebäude wurde als Ausflugsgaststätte erbaut. In der Anfangszeit wurde es nur am Sonntag betrieben, wo Tanz stattfand. In den 1930er Jahren wurden das vielbesuchte Lokal mit großen Gartenpartien von Carl Ehlers bewirtschaftet. Ehlers war zuvor Besitzer des Löwenhofes in der Luisenstraße. Am Ahlemer Turm lockerte er die Unterhaltungskonzerte an den Wochenenden mit Varietédarbietungen auf. Von der Tierhandlung Ruhe aus Alfeld (Leine), die schon seit 1924 exotische Tiere an den Zoo Hannover lieferte, erwarb Ehlers Tiere, mit denen er am Ahlemer Turm einen kleinen Zoo einrichtete.
Im Jahr 1939 wurde das Gebäude an die Nationalsozialistische Volkswohlfahrt verkauft.
Im Zweiten Weltkrieg wurde die Turmspitze abgebrochen und auf dem Turm ein Befehlsstand der Flakbrigade XV eingerichtet.
In der Nachkriegszeit wurde der Ahlemer Turm unterschiedlich genutzt. Zuerst war er 1945 für ein Jahr ein Ausländerlager für Polen und Bulgaren. Zwischen 1946 und 1956 betrieb die Arbeiterwohlfahrt im Gebäude ein Mädchenwohnheim. Weitere Funktionen waren eine Grundschule, ein Arbeiterwohnheim für Berufstätige, ein Auffanglager für Flüchtlinge des ungarischen Volksaufstandes 1956, ein Internat für Förderschüler und von 1961 bis 1963 eine Zählstelle des Landesverwaltungsamtes für die Volks- und Berufszählung 1961.
Von 1963 bis 2004 war das Gebäude Sitz einer etwa 100-köpfigen Dienststelle der Autobahnpolizei der Polizei Niedersachsen.

## Buddhistischer Tempel
Im Jahr 2007 erwarb der 2003 gegründete gemeinnützige thailändisch-buddhistische Verein „Wat Dhammavihara Buddhisten-Verein Hannover e.V.“ den restaurierungsbedürftigen Ahlemer Turm vom Land Niedersachsen, Die Gemeinde setzte baufällige Abschnitte instand, ließ neue wärmegedämmte Fenster einsetzen, sanierte das Fachwerk, und öffnete das Gebäude als Tempel und Begegnungsstätte. Im Oktober 2013 wurde der 10. Jahrestag der Gründung des Vereins Wat Dhammavihara mit einer Jahresversammlung von 93 Mönchen der Vereinigung thailändischer Mönche in Europa gefeiert. Die im Tempel ausgeübte Praxis steht in der Tradition des Theravada-Buddhismus.